# Gianna D'Angelo
Pour les articles homonymes, voir D'Angelo.
Gianna D'Angelo (née le 18 novembre 1929 à Hartford, Connecticut, et morte à Mint Hill en Caroline du Nord le 27 décembre 2013) est une soprano américaine, active dans les années 1950 et 1960.

## Biographie
Née Jane Angelovich, elle étudie d'abord à la Juilliard School of Music de New York, avec Giuseppe De Luca. Elle part ensuite pour l'Italie au début des années 1950, et s'installe à Venise, où elle étudie avec Toti Dal Monte qui lui conseille d'italianiser son nom et devient Gianna D'Angelo.
Elle fait ses débuts aux Thermes de Caracalla à Rome, en 1954, dans le rôle de Gilda de Rigoletto, qui deviendra son rôle fétiche. Elle chante rapidement dans tous les grands théâtres d'Italie, Milan, Bologne, Trieste, Florence, Naples, etc. Elle se produit également à Bruxelles, Lisbonne, Paris,  Londres, ainsi qu'aux festivals de Glyndebourne et Édimbourg.
Elle fait ses débuts américains au San Francisco Opera en 1959, dans le rôle-titre de Lucia di Lammermoor, et au Metropolitan Opera de New York, le 5 avril 1961, en Gilda. Elle parait également à Philadelphie, Houston, La Nouvelle-Orléans, etc.
Son répertoire comprend les grands rôles de colorature, outre Lucia et Gilda, elle chante dans Il Barbiere di Siviglia, Don Pasquale, La Sonnambula, I Puritani, Roméo et Juliette, Der Rosenkavalier (Sophie), Ariadne auf Naxos (Zerbinetta), etc.
D'Angelo se retire de la scène en 1970, et se tourne vers l'enseignement à « The Jacobs School of Music », où elle demeure jusqu'en 1997.

## Sources
- David Hamilton, The Metropolitan Opera Encyclopedia, Simon & Schuster, New York, 1987,  (ISBN 0-671-61732-X)
- Notices d'autorité :   - VIAF
  - ISNI
  - BnF (données)
  - IdRef
  - LCCN
  - GND
  - CiNii
  - Pologne
  - Israël
  - Tchéquie
  - Lettonie
  - WorldCat